# Lauren Ashley Carter
Lauren Ashley Carter – amerykańska aktorka i producentka filmowa.

## Życiorys
Wychowywała się w stanie Ohio. Absolwentka uczelni University of Cincinnati – College-Conservatory of Music (CCM), szkołę ukończyła w 2008 roku. Uważa się za fankę horroru oraz fantastyki naukowej.
W przemyśle filmowym debiutowała rolą Alison w krótkim metrażu Waiting Room (2008). Wkrótce potem wystąpiła jako Peggy Cleek w kontrowersyjnym filmie grozy Lucky'ego McKee The Woman (2011). Dziennikarz pisma The New York Times uznał rolę Carter za "sprawnie powściągliwą". W filmie akcji Bez hamulców (2012) aktorka pojawiła się u boku Josepha Gordona-Levitta i Michaela Shannona. W psychologicznym thrillerze Darling (2015) zagrała młodą kobietę, stopniowo popadającą w obłęd. Film wyprodukowała wykonawczo. Na swoim koncie producenckim ma jeszcze trzy inne tytuły. Wyreżyserowała film krótkometrażowy Introducing Parker Dowd z 2015 roku.

## Filmografia
- 2008: Waiting Room jako Alison
- 2010: Rising Stars jako Natalie
- 2011: The Prodigies jako Liza Everton
- 2011: Prawo i bezprawie (Law & Order: Special Victims Unit) jako Lisa Banks
- 2011: The Woman jako Peggy Cleek
- 2011: Mantua jako Noir Novie
- 2012: Bez hamulców (Premium Rush) jako Phoebe
- 2012: Jack's Not Sick Anymore jako Naomi
- 2013: Jug Face jako Ada
- 2014: Bereavement jako Mary
- 2015: Pod jako Lyla
- 2015: The Mind's Eye jako Rachel Meadows
- 2015: The Special Without Brett Davis jako ona sama
- 2015: Darling jako Darling
- 2016: Imitation Girl jako Julianna Fox/Imitation
- 2017: King Rat jako Hailey